# Bazylika Maryi Dziewicy w Ptujskiej Gorze

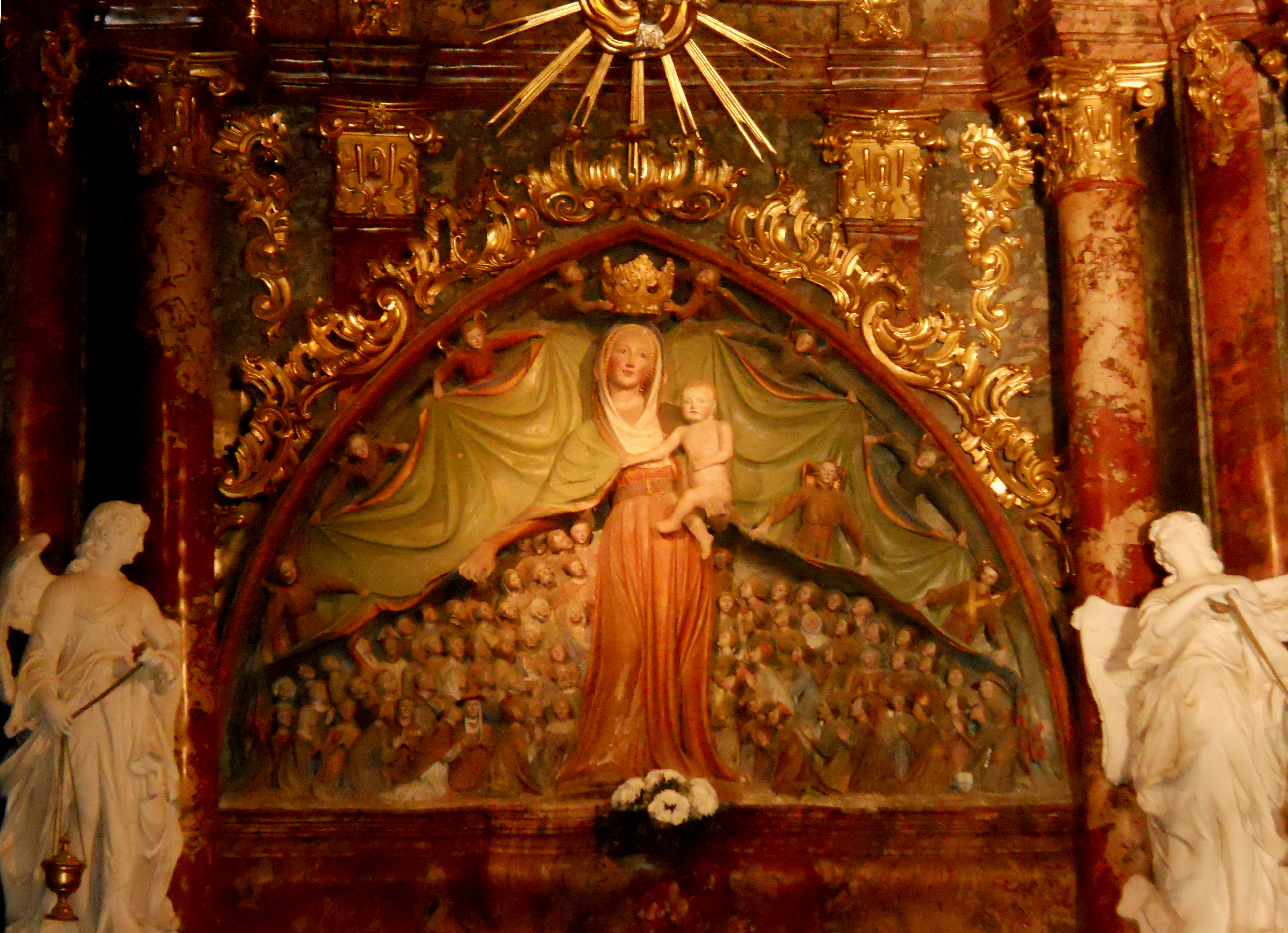
Płaskorzeźba patronki Ptujskiej Gory

Bazylika Maryi Dziewicy w Ptujskiej Gorze (słoweń. Bazilika Marije Zavetnice s plaščem) – bazylika rzymskokatolicka w Ptujskiej Gorze, w Słowenii. Jest uważany za najpiękniejszy zabytek z okresu gotyku w Słowenii. Na placu przed kościołem znajduje się wiejskie targowisko i pozostałości umocnień z okresu walk z Turkami.

## Historia
Na temat początków i powstania Ptujskiej Gory przekazy historyczne niemal całkowicie milczą. Zachował się jednak dokument, z którego wynika, że w ostatniej dekadzie XIV wieku (1398 r.) papież Bonifacy IX dał Ulrykowi IV von Walsee pozwolenie na budowę kościoła na Ptujskiej Gorze.
Budowa kościoła została zakończona w latach 20. XV wieku w stylu gotyckim. Kilkadziesiąt lat po jej zakończeniu okolicy zaczęli zagrażać Turcy, kościół otoczono więc murami, by go ochronić przed zniszczeniem.

## Architektura
Kościół jest trójnawową budowlą z bogato wyposażonym wnętrzem. W skład wyposażenia wchodzą m.in. ołtarze i obrazy świętych. Jest skarbnicą gotyckiej rzeźby z początku XV wieku.

### Płaskorzeźba Matki Bożej Patronki z Płaszczem
Powstała ok. 1410 r. i jest jednym z największych arcydzieł tamtych czasów. Wizerunek Maryi znajduje się w głównym, barokowym ołtarzu. Pod jej płaszczem przedstawiono 82 postacie, reprezentujące interesujący zbiór typów ludzkich z tamtej epoki. Wśród nich znajdziemy postać Bernarda III, fundatora Ptujskiej Gory, jego żony, dwóch braci minorytów, wielu przedstawicieli szlachty, hierarchii kościelnej oraz innych osób.

### Ołtarz cylejski
Ołtarz Fryderyka II hrabiego Celje typu baldachimowego znajduje się w południowej apsydzie. Początkowo stał prawdopodobnie nad głównym ołtarzem i zajmował centralne miejsce w kościele. Po ostatnim remoncie prezbiterium, to wybitne dzieło rzeźbiarskie z pracowni Petra Parlera, ponownie trafiło na właściwe miejsce w kościele.

### Ołtarz różańcowy
Ołtarz ten stoi z lewej strony przy drugiej kolumnie pokrytej pękiem służek. U góry, w środkowej części trójdzielnego, kamiennego ołtarza znajduje się postać siedzącej Matki Bożej wraz z Dzieciątkiem. Prawa ręka, w której trzymała berło, została odcięta. W węższych niszach bocznych znajdują się posągi św. Katarzyny i św. Andrzeja. Dzieło to, z początku XV wieku, przypisuje się następcom Petra Parlera.

### Ołtarz Zygmunta
Stoi przy pierwszym filarze na południowej stronie kościoła. Wygląda podobnie od ołtarza różańcowego, od którego jest nieco młodszy. Jego nazwa pochodzi od św. Zygmunta, którego posąg stoi w środkowej niszy. Po bokach znajdują się posągi św. Barbary i św. Erazma.

### Święty Jakub
Statua św. Jakuba stoi na konsoli środkowej kolumny pokrytej służkami po prawej stronie kościoła i pierwotnie był częścią poświęconego mu ołtarza. Jest doskonałym przykładem gotyckiej rzeźby i szczytowym dziełem ptujskogorskiej pracowni rzeźbiarskiej z początku XV wieku.

### Barokowa ambona
Ambona ta jest cennym dziełem rzeźby barokowej z połowy XVIII wieku, podobnie jak dwa konfesjonały.
Św. Maksymilian Kolbe był polskim franciszkaniniem konwentualnym, który w czasie II wojny światowej oddał swoje życie za współwięźnia w niemieckim nazistowskim obozie koncentracyjnym KL Auschwitz. Płaskorzeźba z jego portretem została wykonana przez Viktora Gojkoviča w 1986 r. 
Gotyckie freski zachowały się dobrze w południowej części podziemi, w dawnej Kaplicy Krzyża Świętego. Przedstawiają różne motywy, a w tym sceny z życia Jezusa.
Znaki kamieniarskie są widoczne na wszystkich elementach obrobionych przez kamieniarzy zarówno wewnątrz jak i na zewnątrz kościoła. Jest ich ponad 1000.
Witraże są dziełem słoweńskiej malarki Idy Brišnik-Remec. Wykonane zostały w latach 1981–1982 i ilustrują pieśń słoneczną, przypisywaną św. Franciszkowi z Asyżu.
Droga krzyżowa na wschodniej ścianie dzwonnicy jest dziełem Viktora Gojkoviča (1989).
Gotyckie płaskorzeźby: Anioł z herbami, Pokłon Trzech Króli i Śmierć Maryi były częścią oryginalnego wyposażenia kościoła z 1410 r. Obecnie znajdują się w kaplicy, która mieści się w dawnej wieży obronnej.
Barokowych schodów strzegą św. Florian i św. Jan Nepomucen. Wejście na szczycie schodów zdobią postacie aniołów z tarczami oraz bogato zdobione wazony.
Nad główny portal wróciła Matka Boża Patronka z Płaszczem. Na miejscu oryginalnej płaskorzeźby, która w okresie baroku została przeniesiona do ołtarza głównego, obecnie umieszczono płaskorzeźbę z brązu. Na prostokątnych skrzydłach wrót znajduje się podobizna papieża Jana Pawła II, który podczas pielgrzymki do Słowenii w 1999 r. beatyfikował biskupa Antoniego Marcina Slomška, uwiecznionego na lewym skrzydle drzwi. Na płaskorzeźbach przedstawieni są również czterej ewangeliści (dzieło Viktora Gojkoviča, 2002). Wokół płaskorzeźb zapisane zostały myśli i prośby Slomška „Okryj mnie swoim świętym płaszczem”.
Dzwonnica zmieniała swój wygląd na przestrzeni dziejów. Z powodu uszkodzeń była poddawana licznym przebudowom i remontom. Obecny kształt dzwonnicy pochodzi z epoki baroku. Zawieszone są w niej cztery dzwony.
Wysokie gotyckie okna z wąskimi szprosami i bogato zdobionymi maswerkami ożywiają zewnętrzny wygląd kościoła, który jest szczególnie urozmaicony po wschodniej stronie, do której dostawiono trzy gotyckie apsydy.
Otoczenie kościoła z zachowaną południową wieżą obronną, przypomina czasy tureckich najazdów, kiedy Ptujską Gorę zamieniono w obóz wojskowy, co można zobaczyć na dobrze zachowanym miedziorycie z 1681 r.

## Bazylika
W 2009 r. w kościele przeprowadzono prace remontowe i konserwatorskie w celu przygotowania go do nadania tytułu bazyliki. Renowacja wywołała szereg kontrowersji. 8 grudnia 2009 r. papież Benedykt XVI podniósł kościół do rangi bazyliki. 16 maja 2010 r. miało miejsce uroczyste nadanie tytułu bazyliki, będące kulminacją obchodów, ponieważ kościół jednocześnie świętował swoje sześćsetlecie.